# Bob Lanier
Robert Jerry "Bob" Lanier, Jr. (Buffalo, Nova York, 10 de setembre de 1948 – 10 de maig de 2022) fou un jugador professional de bàsquet de l'NBA que va jugar als Detroit Pistons i als Milwaukee Bucks. Fou el número u del draft de l'NBA del 1970.

## Carrera esportiva
Va assistir a l'Institut Buffalo's Bennett fins a la seva graduació el 1966, i a la Universitat de St. Bonaventure, a Olean, Nova York.
Lanier va ser tres vegades seleccionat Converse All-America (1968-1970), i el 1970 va liderar la Universitat de St. Bonaventure a la Final Four de l'NCAA, no obstant això, va arribar-hi lesionat i no va poder disputar el partit de semifinals contra els Jacksonville d'Artis Gilmore, i van caure eliminats.
Va ser seleccionat en la primera posició del Draft de l'NBA del 1970 pels Detroit Pistons, sent nomenat en aquella temporada en el quintet dels millors rookies de la campanya. El 1980 va ser traspassat als Milwaukee Bucks. En cinc temporades que va estar en l'equip, va guanyar el campionat de divisió en cada any. El 1984 es va retirar del bàsquet professional.
En 14 temporades en la lliga, va fer una mitjana de 20.1 punts i 10.1 rebots per partit amb un respectable 51.4 % en tirs de camp. Va jugar 8 All-Star Game i va ser nomenat MVP del partit el 1974. Posteriorment va entrar en el Basketball Hall of Fame el 1992 i el seu dorsal 16 va ser retirat tant als Pistons com als Bucks.
La temporada 1994-95, va ser entrenador interí de Golden State Warriors durant 37 partits substituint Don Nelson, obtenint un 12-25 de rècord.

## Estadístiques de la seva carrera a l'NBA

### Temporada regular
| Any      | Equip     | PJ  | PT | MPP  | %TC  | %3    | %TL  | RPP  | APP | ROB | TPP | PPP  |
| -------- | --------- | --- | -- | ---- | ---- | ----- | ---- | ---- | --- | --- | --- | ---- |
| 1970-71  | Detroit   | 82  |    | 24.6 | .455 |       | .726 | 8.1  | 1.8 |     |     | 15.6 |
| 1971-72  | Detroit   | 80  |    | 38.7 | .493 |       | .768 | 14.2 | 3.1 |     |     | 25.7 |
| 1972-73  | Detroit   | 81  |    | 38.9 | .490 |       | .773 | 14.9 | 3.2 |     |     | 23.8 |
| 1973-74  | Detroit   | 81  |    | 37.6 | .504 |       | .797 | 13.3 | 4.2 | 1.4 | 3.0 | 22.5 |
| 1974-75  | Detroit   | 76  |    | 39.3 | .510 |       | .802 | 12.0 | 4.6 | 1.0 | 2.3 | 24.0 |
| 1975-76  | Detroit   | 64  |    | 36.9 | .532 |       | .768 | 11.7 | 3.4 | 1.2 | 1.3 | 21.3 |
| 1976-77  | Detroit   | 64  |    | 38.2 | .534 |       | .818 | 11.6 | 3.3 | 1.1 | 2.0 | 25.3 |
| 1977-78  | Detroit   | 63  |    | 36.7 | .537 |       | .772 | 11.3 | 3.4 | 1.3 | 1.5 | 24.5 |
| 1978-79  | Detroit   | 53  |    | 34.6 | .515 |       | .749 | 9.3  | 2.6 | 0.9 | 1.4 | 23.6 |
| 1979-80  | Detroit   | 37  |    | 37.6 | .546 | .000  | .781 | 10.1 | 3.3 | 1.0 | 1.6 | 21.7 |
| 1979-80  | Milwaukee | 26  |    | 28.4 | .519 | 1.000 | .785 | 6.9  | 2.4 | 1.4 | 1.1 | 15.7 |
| 1980-81  | Milwaukee | 67  |    | 26.2 | .525 | 1.000 | .751 | 6.2  | 2.7 | 1.1 | 1.2 | 14.3 |
| 1981-82  | Milwaukee | 74  | 72 | 26.8 | .558 | .000  | .752 | 5.2  | 3.0 | 1.0 | 0.8 | 13.5 |
| 1982-83  | Milwaukee | 39  | 35 | 25.1 | .491 | .000  | .684 | 5.1  | 2.7 | 0.9 | 0.6 | 10.7 |
| 1983-84  | Milwaukee | 72  | 72 | 27.9 | .572 | .000  | .708 | 6.3  | 2.6 | 0.8 | 0.7 | 13.6 |
| Total    | Total     | 959 |    | 33.5 | .514 | .154  | .767 | 10.1 | 3.1 | 1.1 | 1.5 | 20.1 |
| All-Star | All-Star  | 8   | 0  | 15.1 | .582 |       | .833 | 5.6  | 1.5 | 0.5 | 0.6 | 9.2  |

### Playoffs
| Any   | Equip     | PJ | PT | MPP  | %TC  | %3   | %TL  | RPP  | APP | ROB | TPP | PPP  |
| ----- | --------- | -- | -- | ---- | ---- | ---- | ---- | ---- | --- | --- | --- | ---- |
| 1974  | Detroit   | 7  |    | 43.3 | .507 |      | .789 | 15.3 | 3.0 | 0.6 | 2.0 | 26.3 |
| 1975  | Detroit   | 3  |    | 42.7 | .510 |      | .750 | 10.7 | 6.3 | 1.3 | 4.0 | 20.3 |
| 1976  | Detroit   | 9  |    | 39.9 | .552 |      | .900 | 12.7 | 3.3 | 0.9 | 2.3 | 26.1 |
| 1977  | Detroit   | 3  |    | 39.3 | .630 |      | .842 | 16.7 | 2.0 | 1.0 | 2.3 | 28.0 |
| 1980  | Milwaukee | 7  |    | 36.6 | .515 |      | .738 | 9.3  | 4.4 | 1.0 | 1.1 | 19.3 |
| 1981  | Milwaukee | 7  |    | 33.7 | .588 |      | .719 | 7.4  | 4.0 | 1.7 | 1.1 | 17.6 |
| 1982  | Milwaukee | 6  |    | 35.3 | .513 | .000 | .560 | 7.5  | 3.7 | 1.3 | 0.8 | 16.0 |
| 1983  | Milwaukee | 9  |    | 27.8 | .573 |      | .600 | 7.0  | 2.6 | 0.6 | 1.6 | 13.7 |
| 1984  | Milwaukee | 16 |    | 31.2 | .480 |      | .886 | 7.3  | 3.4 | 0.7 | 0.6 | 12.7 |
| Total | Total     | 67 |    | 35.2 | .532 | .000 | .768 | 9.6  | 3.5 | 0.9 | 1.5 | 18.6 |